# Premis Oscar de 2023
La 96a edició dels Premis Oscar (en anglès: 96th Academy Awards) fou una cerimònia de premis, presentada per l'Academy of Motion Picture Arts and Sciences (AMPAS), que premià les millors pel·lícules de 2023. La cerimònia tingué lloc el 10 de març de 2024 al Dolby Theatre de Hollywood, Los Angeles, Califòrnia.
La cerimònia, retransmesa als Estats Units per la cadena ABC, comptà amb Raj Kapoor and Katy Mullan com a productors i amb Hamish Hamilton en el paper de director. El comediant i presentador de televisió Jimmy Kimmel, fou el presentador de la gala, després d'haver-ho fet ja en les edicions del 2017, 2018 i 2023.
Les nominacions foren anunciades el 23 de gener de 2024 per Zazie Beetz i Jack Quaid. Oppenheimer fou la pel·lícula que rebé més nominacions, amb un total de 13, seguida per Poor Things i Killers of the Flower Moon, amb 11 i 10 nominacions, respectivament.

## Nominacions
Els actors Zazie Beetz i Jack Quaid varen ser els encarregats d'anunciar les nominacions el dia 23 de gener de 2024, des del Samuel Goldwyn Theater de Beverly Hills, Califòrnia.
La societat de la neu, dirigida pel català J. A. Bayona, rebé dues nominacions, en les categories de millor pel·lícula internacional i millor maquillatge i perruqueria. La pel·lícula animada, amb producció catalana, Robot Dreams i dirigida pel basc Pablo Berger, també rebé una nominació, en la categoria de millor pel·lícula d'animació.

### Premis
Guardonats ressaltats en negreta.
| Millor pel·lícula | Millor direcció |
| --- | --- |
| - Oppenheimer – Emma Thomas, Charles Roven & Christopher Nolan - American Fiction – Ben LeClair, Nikos Karamigios, Cord Jefferson & Jermaine Johnson - Anatomie d'une chute – Marie-Ange Luciani & David Thion - Barbie – David Heyman, Margot Robbie, Tom Ackerley & Robbie Brenner - The Holdovers – Mark Johnson, producer - Killers of the Flower Moon – Dan Friedkin, Bradley Thomas, Martin Scorsese & Daniel Lupi - Maestro – Bradley Cooper, Steven Spielberg, Fred Berner, Amy Durning & Kristie Macosko Krieger - Vides passades – David Hinojosa, Christine Vachon & Pamela Koffler - Poor Things – Ed Guiney, Andrew Lowe, Yorgos Lanthimos & Emma Stone - La zona d'interès – James Wilson | - Christopher Nolan – Oppenheimer - Justine Triet – Anatomie d'une chute - Martin Scorsese – Killers of the Flower Moon - Yorgos Lanthimos – Poor Things - Jonathan Glazer – La zona d'interès |
| Millor actor | Millor actriu |
| - Cillian Murphy – Oppenheimer com a J. Robert Oppenheimer - Bradley Cooper – Maestro com a Leonard Bernstein - Colman Domingo – Rustin com a Bayard Rustin - Paul Giamatti – The Holdovers com a Paul Hunham - Jeffrey Wright – American Fiction com a Thelonious "Monk" Ellison | - Emma Stone – Poor Things com a Bella Baxter - Annette Bening – Nyad com a Diana Nyad - Lily Gladstone – Killers of the Flower Moon com a Mollie Burkhart - Sandra Hüller – Anatomie d'une chute com a Sandra Voyter - Carey Mulligan – Maestro com a Felicia Montealegre |
| Millor actor secundari | Millor actriu secundària |
| - Robert Downey Jr. – Oppenheimer com a Lewis Strauss - Sterling K. Brown – American Fiction com a Clifford "Cliff" Ellison - Robert De Niro – Killers of the Flower Moon com a William King Hale - Ryan Gosling – Barbie com a Ken - Mark Ruffalo – Poor Things com a Duncan Wedderburn | - Da'Vine Joy Randolph – The Holdovers com a Mary Lamb - Emily Blunt – Oppenheimer com a Kitty Oppenheimer - Danielle Brooks – The Color Purple com a Sofia - America Ferrera – Barbie com a Gloria - Jodie Foster – Nyad com a Bonnie Stoll |
| Millor guió original | Millor guió adaptat |
| - Anatomie d'une chute – Justine Triet & Arthur Harari - The Holdovers – David Hemingson - Maestro – Bradley Cooper & Josh Singer - May December – Guió de Samy Burch; història de Samy Burch & Alex Mechanik - Past Lives – Celine Song | - American Fiction – Cord Jefferson; basat en la novel·la Erasure de Percival Everett - Barbie – Greta Gerwig & Noah Baumbach; basat en els personatges creats per Ruth Handler - Oppenheimer – Christopher Nolan; basat en la biografia American Prometheus: The Triumph and Tragedy of J. Robert Oppenheimer de Kai Bird & Martin J. Sherwin - Poor Things – Tony McNamara; basat en la novel·la Poor Things d'Alasdair Gray - La zona d'interès – Jonathan Glazer; basat en la novel·la La zona d'interès de Martin Amis |
| Millor pel·lícula d'animació | Millor pel·lícula de parla no anglesa |
| - El noi i l'ocell – Hayao Miyazaki & Toshio Suzuki - Elemental – Peter Sohn & Denise Ream - Nimona – Nick Bruno, Troy Quane, Karen Ryan & Julie Zackary - Robot Dreams – Pablo Berger, Ibon Cormenzana, Ignasi Estapé & Sandra Tapia Díaz - Spider-Man: creuant el Multivers – Kemp Powers, Justin K. Thompson, Phil Lord, Christopher Miller & Amy Pascal | - La zona d'interès (Regne Unit) – dirigit per Jonathan Glazer - Io capitano (Itàlia) – dirigit per Matteo Garrone - Perfect Days (Japó) – dirigit per Wim Wenders - La societat de la neu (Espanya) – dirigit per J. A. Bayona - Das Lehrerzimmer (Alemanya) – dirigit per İlker Çatak |
| Millor documental | Millor curtmetratge documentari |
| - 20 Days in Mariupol – Mstyslav Chernov, Michelle Mizner & Raney Aronson-Rath - Bobi Wine: The People's President – Moses Bwayo, Christopher Sharp & John Battsek - The Eternal Memory – Maite Alberdi, Juan de Dios Larraín, Pablo Larraín & Rocio Jadue - Four Daughters – Kaouther Ben Hania & Nadim Cheikhrouha - To Kill a Tiger – Nisha Pahuja, Cornelia Principe & David Oppenheim | - The Last Repair Shop – Ben Proudfoot & Kris Bowers - The ABCs of Book Banning – Sheila Nevins & Trish Adlesic - The Barber of Little Rock – John Hoffman & Christine Turner - Island in Between – S. Leo Chiang & Jean Tsien - Nǎi Nai & Wài Pó – Sean Wang & Sam Davis |
| Millor curtmetratge | Millor curtmetratge d'animació |
| - The Wonderful Story of Henry Sugar – Wes Anderson & Steven Rales - The After – Misan Harriman & Nicky Bentham - Invincible – Vincent René-Lortie & Samuel Caron - Knight of Fortune – Lasse Lyskjær Noer & Christian Norlyk - Red, White and Blue – Nazrin Choudhury & Sara McFarlane | - War Is Over! Inspired by the Music of John and Yoko – Dave Mullins & Brad Booker - Letter to a Pig – Tal Kantor & Amit R. Gicelter - Ninety-Five Senses – Jared & Jerusha Hess - Our Uniform – Yegane Moghaddam - Pachyderme – Stéphanie Clément & Marc Rius |
| Millor banda sonora original | Millor cançó original |
| - Oppenheimer – Ludwig Göransson* American Fiction – Laura Karpman - Indiana Jones and the Dial of Destiny – John Williams - Killers of the Flower Moon – Robbie Robertson (pòstum) - Poor Things – Jerskin Fendrix | - "What Was I Made For?" de Barbie – Música i lletra per Billie Eilish & Finneas O'Connell - "The Fire Inside" de Flamin' Hot – Música i lletra per Diane Warren - "I'm Just Ken" de Barbie – Música i lletra per Mark Ronson & Andrew Wyatt - "It Never Went Away" d'American Symphony – Música i lletra per Jon Batiste & Dan Wilson - "Wahzhazhe (A Song for My People)" de Killers of the Flower Moon – Música i lletra per Scott George                                                                                |
| Millor so | Millor disseny de producció |
| - La zona d'interès - Jonathan Glazer - The Creator – Ian Voigt, Erik Aadahl, Ethan Van der Ryn, Tom Ozanich & Dean Zupancic - Maestro – Steven A. Morrow, Richard King, Jason Ruder, Tom Ozanich & Dean Zupancic - Mission: Impossible – Dead Reckoning Part One – Chris Munro, James H. Mather, Chris Burdon & Mark Taylor - Oppenheimer – Willie Burton, Richard King, Gary A. Rizzo & Kevin O'Connell | - Poor Things – Disseny: James Price & Shona Heath; Decoració: Zsuzsa Mihalek - Barbie – Dissent de producció: Sarah Greenwood; Decoració: Katie Spencer - Killers of the Flower Moon – Dissent de producció: Jack Fisk; Decoració: Adam Willis - Napoleon – Dissent de producció: Arthur Max; Decoració: Elli Griff - Oppenheimer – Dissent de producció: Ruth De Jong; Decoració: Claire Kaufman |
| Millor fotografia | Millor maquillatge i perruqueria |
| - Oppenheimer – Hoyte van Hoytema - El Conde – Edward Lachman - Killers of the Flower Moon – Rodrigo Prieto - Maestro – Matthew Libatique - Poor Things – Robbie Ryan | - Poor Things – Nadia Stacey, Mark Coulier & Josh Weston - Golda – Karen Hartley Thomas, Suzi Battersby & Ashra Kelly-Blue - Maestro – Kazu Hiro, Kay Georgiou & Lori McCoy-Bell - Oppenheimer – Luisa Abel - La sociedad de la nieve – Ana López-Puigcerver, David Martí & Montse Ribé |
| Millor vestuari | Millor muntatge |
| - Poor Things – Holly Waddington - Barbie – Jacqueline Durran - Killers of the Flower Moon – Jacqueline West - Napoleon – Janty Yates & Dave Crossman - Oppenheimer – Ellen Mirojnick | - Oppenheimer – Jennifer Lame - Anatomie d'une chute – Laurent Sénéchal - The Holdovers – Kevin Tent - Killers of the Flower Moon – Thelma Schoonmaker - Poor Things – Yorgos Mavropsaridis |
| Millors efectes visuals | |
| - Godzilla Minus One – Takashi Yamazaki, Kiyoko Shibuya, Masaki Takahashi & Tatsuji Nojima - The Creator – Jay Cooper, Ian Comley, Andrew Roberts & Neil Corbould - Guardians of the Galaxy Vol. 3 – Stephane Ceretti, Alexis Wajsbrot, Guy Williams & Theo Bialek - Mission: Impossible – Dead Reckoning Part One – Alex Wuttke, Simone Coco, Jeff Sutherland & Neil Corbould - Napoleon – Charley Henley, Luc-Ewen Martin-Fenouillet, Simone Coco & Neil Corbould | |

### Governor Awards
L'acadèmia celebrà la gala dels 14ns Governor Awards el 9 de gener de 2024, que fou presentada per John Mulaney i en la qual s'entregaren els següents premis:

#### Oscar honorífic
- Angela Bassett
- Mel Brooks
- Carol Littleton

### Pel·lícules amb múltiples nominacions
| Nominacions | Pel·lícula                                    |
| ----------- | --------------------------------------------- |
| 13          | Oppenheimer                                   |
| 11          | Poor Things                                   |
| 10          | Killers of the Flower Moon                    |
| 8           | Barbie                                        |
| 7           | Maestro                                       |
| 5           | American Fiction                              |
| 5           | Anatomie d'une chute                          |
| 5           | The Holdovers                                 |
| 5           | La zona d'interès                             |
| 3           | Napoleon                                      |
| 2           | The Creator                                   |
| 2           | Mission: Impossible – Dead Reckoning Part One |
| 2           | Nyad                                          |
| 2           | Past Lives                                    |
| 2           | La societat de la neu                         |

## Informació sobre la cerimònia
El 17 d'octubre de 2023, Raj Kapoor i Katy Mullan, varen ser anunciats com a productors executius i Hamish Hamilton com a director. El següent 15 de novembre, es va anunciar a Jimmy Kimmel com a presentador de la gala, sent així el seu segon any consecutiu i el quart en total. El 30 de novembre, la cadena ABC i l'Acadèmia, informaren que la cerimònia tindria inici a les 16:00 PT (01:00 CET); amb aquest canvi, la pre-gala només tindrà una durada de mitja hora.

### Normes de diversitat
La 96a edició serà la primera en què les normes de diversitat per poder ser nominat a Millor pel·lícula s'hauran de complir. El juny de 2020, l'Acadèmia va establir una sèrie d'"estàndards de representació i inclusió" que una pel·lícula hauria de complir per tal de poder ser elegible en la categoria. Tot i així, per la 94a i 95a edició (que guardonaren a les pel·lícules de 2021 i 2022, respectivament), aquests criteris de diversitat no es tingueren en compte. Per tal que una pel·lícula pugui ser considerada per a la categoria de Millor pel·lícula, ha de complir, com a mínim, dues de les quatre normes:
1. Representació de temes i narratives a la pantalla
2. Lideratge creatiu i equip
3. Accés i oportunitats a la indústria
4. Promoció de les audiències

### Controvèrsies
Després de l'anunci de les nominacions, es destacà que Greta Gerwig i Margot Robbie no foren nominades en les categories de Millor direcció i Millor actriu per la seva participació a Barbie; El fet rebé una resposta negativa per part de la crítica i de l'audiència, qui ho criticaren i també compararen la situació amb la trama de la pel·lícula. Ryan Gosling, qui interpretà a Ken a la pel·lícula i nominat a Millor actor secundari, també va fer pública la seva decepció amb les nominacions.